# DVB-T
DVB-T pour Digital Video Broadcasting – Terrestrial est une norme de diffusion de la télévision numérique par liaisons hertziennes terrestres. Il s’agit de l’une des normes de la famille DVB qui comprend des normes de diffusion de la télévision numérique par différents moyens. Le DVB-T définit la méthode de transmission des services télévisés (audio, vidéo et données) ; il utilise une modulation OFDM avec une concaténation du codage de canal en COFDM.

Normes de télévision numérique terrestre selon les pays.

Le DVB-T est utilisé par tous les pays d’Europe, au proche et Moyen-Orient, dans la zone pacifique ainsi que dans certains pays d’Asie, d’Afrique et d’Amérique.
Le format destiné à succéder au DVB-T est le DVB-T2.

## Principe
Cette norme est conçue pour offrir de bonnes performances en prenant en compte les contraintes d’une transmission hertzienne :
1. bande disponible réduite : 8 MHz par multiplex TV ;
2. atténuation forte au niveau du récepteur, le rapport signal / bruit (SNR) est limité à 18,6 dB environ ;
3. interférence avec les canaux adjacents ;
4. Interférence Inter-Symbole (IIS) importante liée à des multitrajets longs (distance et temps de propagation importants) ;
5. présence de bruit impulsif (dû aux moteurs, équipements électriques…).

Pour une modulation classique, on serait limité par le rapport signal sur bruit à une modulation QPSK au lieu de 16QAM ou 64QAM et l’IIS s’étendrait sur plusieurs centaines de symboles. Il est donc préférable d’utiliser une modulation de type OFDM qui utilise des centaines de sous-porteuses de largeur de bande beaucoup plus petite, chacune étant modulée en 16QAM ou 64QAM, selon les pays.
Cette technique de multiplexage est nécessaire en raison de la présence éventuelle d’échos forts dus aux mauvaises conditions de réception (antennes non dégagées…) et aux multitrajets.
La norme DVB-T permet de mettre en place des réseaux isofréquence synchrones, ce qui permet d’économiser les fréquences en utilisant la même fréquence pour des émetteurs qui couvrent des zones adjacentes. Ce principe de réseau nécessite une synchronisation parfaite temporelle et fréquentielle de tous les émetteurs du réseau et est totalement transparent pour le récepteur. Cette méthode est utilisée par la télévision numérique terrestre espagnole[réf. nécessaire], ainsi qu’en France sur le R4 dans de nombreuses régions.

## Alternatives
Le T-DMB (dérivé utilisable en télévision du DAB conçu au départ pour la radio) utilise un entrelacement temporel qui permet une meilleure correction des évanouissements rapides (fading) et donc une utilisation mobile. Par contre, la bande utilisée est plus étroite et l’efficacité spectrale réduite à cause du recours à une modulation QPSK.
ATSC est utilisé en Amérique du Nord.
ISDB-T est utilisé en Amérique du Sud.

## DVB-T2
En mars 2006, le groupe DVB décide de lancer le DVB-T2 ; cette norme est le successeur de la norme DVB-T. En juin 2006, le format nommé DVB-T2 est établi par le groupe DVB ; il supporte la HD et la UHD.
En février 2013, le CSA recommande la norme DVB-T2 comme méthode de transmission et HEVC pour la compression, dans son "Rapport sur l’avenir de la plateforme TNT".
Le CSA recommande l’introduction d'une plateforme en Ultra Haute Définition et le HEVC.
Le CSA recommande ainsi l'extinction du MPEG-2, norme de 1994, pour d'abord le remplacer par le MPEG-4 en AVC (H.264), puis l'évolution du MPEG-4 vers le HEVC (H.265) ; le HEVC est en test en 2016.
La norme de transmission DVB-T2 permettra plus de services télévisés ; le format de codage vidéo HEVC limitera la bande passante radio utilisée et permettra la ultra haute définition.
Des pays comme la France envisagent d'arrêter progressivement (d'ici 2020 au mieux pour la France) la télévision numérique en DVB-T, pour passer à la norme DVB-T2, qui nécessitera un changement des équipements.
En octobre 2010, un essai de transmission DVB-T2 a eu lieu sur l'émetteur du Salève, sur le canal 36 UHF.
Depuis le printemps 2013, un multiplex de la RAI est émis en DVB-T2, dans le Val d'Aoste, par l'émetteur de Gressan/Gerdaz, sur le canal 53 UHF.